# Relaciones Emiratos Árabes Unidos-México
Las naciones de los Emiratos Árabes Unidos y México establecieron relaciones diplomáticas en 1975. Ambas naciones son miembros de las Naciones Unidas.

## Historia
Los Emiratos Árabes Unidos (EAU) y México establecieron relaciones diplomáticas el 12 de septiembre de 1975. Durante las primeras tres décadas, México fue acreditado a los Emiratos Árabes Unidos desde su embajada en Beirut, Líbano, mientras que los Emiratos Árabes Unidos fueron acreditado a México desde su embajada en Washington D. C., Estados Unidos.
En 2008, México abrió un consulado-general en Dubái para promover el comercio y la cooperación cultural entre las dos naciones. En 2010, los Emiratos Árabes Unidos abrió una embajada en la Ciudad de México y a cambio, México abrió una embajada en Abu Dabi en 2012 y cerró su consulado en Dubái.
Desde el establecimiento de misiones diplomáticas residentes, ambas naciones han aumentado la cooperación internacional mutua, eventos culturales, comercio y visitas de alto nivel. Los ministros de Relaciones Exteriores de ambas naciones han visitado repetidamente la nación del otro y han firmado varios acuerdos bilaterales, incluyendo una mejor cooperación en el sector energético.
En abril de 2014, el vicepresidente y Primer ministro emiratí, Mohamed bin Rashid Al Maktum, realizó una visita oficial a México. Fue la primera visita de un primer ministro emiratí. En enero de 2016, el presidente mexicano, Enrique Peña Nieto, realizó una visita oficial a los Emiratos Árabes Unidos. Durante la visita del Presidente Peña Nieto, ambas naciones firmaron 13 acuerdos y memorandos.
En marzo de 2022, el canciller mexicano Marcelo Ebrard realizó una visita a Abu Dabi donde sostuvo conversaciones bilaterales, culturales y comerciales y promovió oportunidades de inversión en México. Ebrard luego viajó a Dubái y asistió al World Government Summit. En 2024, la subsecretaria de Relaciones Exteriores de México, María Teresa Mercado Pérez, viajó a Abu Dabi y se reunió con el ministro de Estado, Ahmed Ali Al Sayegh, con quien conversó sobre la cooperación bilateral en sectores estratégicos como energía, agricultura, ciencia e innovación tecnológica, cambio climático, educación y cultura. La subsecretaria Mercado Pérez también participó en la inauguración de una exposición de cinco piezas arqueológicas mexicanas en el museo Louvre Abu Dabi.

## Visitas de alto nivel
Visitas de alto nivel de los Emiratos Árabes Unidos a México
- Ministro de Relaciones Exteriores Abdullah bin Zayed Al Nahayan (2009, 2010, 2019)
- Vicepresidente y primer ministro Mohammed bin Rashid Al Maktoum (2014)

Visitas de alto nivel de México a los Emiratos Árabes Unidos
- Subsecretaria de Relaciones Exteriores Lourdes Aranda (2007)
- Secretaria de Relaciones Exteriores Patricia Espinosa (2010)
- Secretario de Relaciones Exteriores José Antonio Meade (2014)
- Subsecretario de Relaciones Exteriores Carlos de Icaza (2014)
- Presidente Enrique Peña Nieto (2016)
- Subsecretaria de Relaciones Exteriores Martha Delgado Peralta (2019)
- Secretario de Relaciones Exteriores Marcelo Ebrard (2022)
- Subsecretaria de Relaciones Exteriores María Teresa Mercado Pérez (2024)

## Acuerdos bilaterales
Ambas naciones han firmado varios acuerdos bilaterales como el Acuerdo sobre Servicios Aéreos (2012); Acuerdo para Evitar la Doble Tributación y Prevenir la Evasión Fiscal en Materia del Impuesto sobre la Renta y su Protocolo (2012); Memorándum de Entendimiento para el Establecimiento de Consultas Políticas sobre Asuntos de Interés Mutuo (2012); Memorándum de Entendimiento sobre la Exención Mutua de Visas para Titulares de Pasaportes Diplomáticos, Oficiales y Privados (2012); Acuerdo sobre la Promoción y Protección de Inversiones (2016); Acuerdo sobre la Cooperación Turística (2016); Memorándum de Entendimiento de Cooperación en Energía Limpia (2016); Memorándum de Entendimiento de Cooperación en el Sector Energético (2016); Memorándum de Entendimiento de Cooperación Cultural (2016); Memorándum de Entendimiento en Cooperación Educativa y Científica (2016); Memorándum de Entendimiento de Cooperación entre Pemex y el Dubai Economic Council (2016); Memorándum de Entendimiento entre el Banco Nacional de Comercio Exterior (Bancomext) y el Consejo Económico de Dubái (2016); Memorándum de Entendimiento para la Cooperación y Asociación Integral (2023); y un Memorándum de Entendimiento sobre la Cooperación en Productos Agrícolas, Acuícolas y Pesqueros y Seguridad Alimentaria (2023).

## Transporte
Hay vuelos entre Dubái y la Ciudad de México (con escala en Barcelona) con Emirates.
Desde 9 de diciembre de 2019, la aerolínea árabe Emirates Airlines inició operaciones de su ruta Dubái – Ciudad de México, con un vuelo diario que hace escala en Barcelona, España.

## Relaciones comerciales
En 2023, el comercio bilateral entre ambas naciones ascendió a $1.2 mil millones de dólares. Las principales exportaciones de los Emiratos Árabes Unidos a México incluyen: aluminio en bruto, hierro y acero, maquinaria y partes, productos químicos, petróleo, partes y accesorios para vehículos de motor, artículos de joyería, y mariscos. Las principales exportaciones de México a los Emiratos Árabes Unidos incluyen: automóviles y otros vehículos, tubos y tuberías de hierro o acero, aluminio, teléfonos y teléfonos móviles, maquinaria, electrodomésticos, frutas y nueces, productos lácteos, alcohol, plástico, productos químicos, y minerales. Las empresas multinacionales mexicana Cemex y KidZania operan en los Emiratos Árabes Unidos.

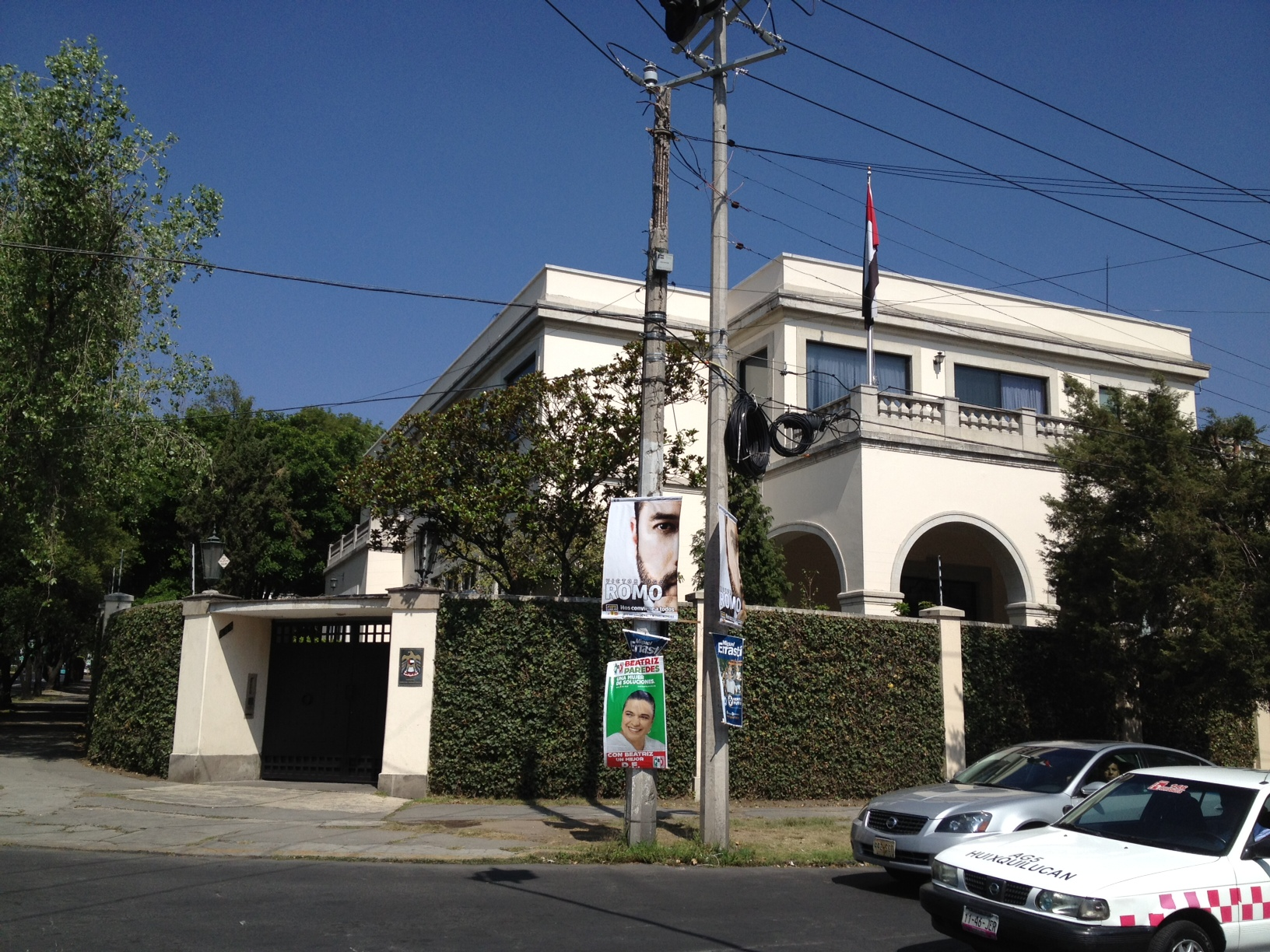
Embajada de los Emiratos Árabes Unidos en la Ciudad de México

## Misiones diplomáticas residentes
- EAU tiene una embajada en la Ciudad de México.[12]
- México tiene una embajada en Abu Dabi.[13]